# Semion Rosenfeld
Pour les articles homonymes, voir Rosenfeld.
Semion Rosenfeld ou Simjon Rosenfeld (né le 10 octobre 1922 à Ternivka en Ukraine (alors RSS de l'Union soviétique) et mort le 3 juin 2019 à Rehovot, en Israël) est le dernier survivant connu du camp d'extermination de Sobibor.   

## Biographie
Semion Rosenfeld ,,,est né le 10 octobre 1922 à Ternivka, en RSS d'Ukraine.

### Seconde Guerre mondiale
En 1940, il devient un soldat dans l'armée rouge. Sa famille est assassinée par les nazis et enterrée dans une fosse commune à proximité de sa ville natale.
Il est capturé par les Allemands en 1941. Il est transféré dans un camp de travail à Minsk.

#### Sobibor
Le 20 septembre 1943, il est transféré au camp d'extermination de Sobibor.
Il participe à la révolte du 14 octobre 1943 et réussit à s'enfuir.

### Retour en Ukraine
Après la guerre, il retourne vivre en Ukraine.

### Israël
Semion Rosenfeld immigre en Israël en 1990. Il a deux fils et cinq petits-enfants. Il vit les dernières années de sa vie dans une maison de retraite à Yad Binyamin dans le centre du pays.

### Mort
Il meurt le 3 juin 2019 à Rehovot, Israël, à l'âge de 96 ans.